# Bothynus medon
Bothynus medon är en skalbaggsart som beskrevs av Ernst Friedrich Germar 1824. Bothynus medon ingår i släktet Bothynus och familjen Dynastidae. Inga underarter finns listade.